# Galeria Dobrej Sztuki w Częstochowie
Galeria Dobrej Sztuki – obecnie oddział Muzeum Częstochowskiego z siedzibą w Częstochowie, dawniej Muzeum Pielgrzymowania.
Siedzibą muzeum jest jednopiętrowy, narożny budynek, wzniesiony w 1875 roku na rogu alei Najświętszej Maryi Panny i ulicy Nowowiejskiego. W budynku, nazywanym w XIX wieku popówką, pierwotnie mieściła się plebania duchownych prawosławnych, natomiast w okresie międzywojennym stał się on siedzibą biskupów częstochowskich.
W roku 1973 obiekt został przekazany Muzeum Okręgowemu w Częstochowie. W popówce mieściła się wówczas Galeria Sztuki Współczesnej tegoż muzeum. Po remoncie budynku, w 2007 roku zorganizowano w nim stałą ekspozycję pamiątek związanych z pielgrzymkami do sanktuarium jasnogórskiego. W muzeum organizowano również wystawy czasowe, głównie o tematyce sakralnej. Niejednokrotnie w placówce prezentowano eksponaty wypożyczane z sanktuarium.
Zainteresowanie nową placówką muzealną ze strony pielgrzymów i turystów okazało się jednak niewielkie, a budżet co roku był zmniejszany. Dodatkowo największą popularnością cieszyły się wystawy niezwiązane z tematyką pątniczą. Po wyborach samorządowych jesienią 2010 roku i zmianach we władzach wykonawczych, nowy zarząd miasta polecił przeprowadzenie audytu miejskich muzeów pod kątem potencjalnych oszczędności. Placówkę przemianowano wówczas na Galerię Dobrej Sztuki.
Wiosną 2013 roku do popówki przeniesiona została siedziba dyrekcji Muzeum Częstochowskiego, a część zbiorów Galerii Dobrej Sztuki przeniesiono do Centrum Promocji Młodych w Willi Generała, innym oddziale Muzeum Częstochowskiego. Latem 2013 roku w muzeum zorganizowano stałą wystawę malarstwa polskiego przełomu XIX i XX wieku, która była prezentowana jeszcze przed stworzeniem Muzeum Pielgrzymowania.